# Makh Corona
Makh Corona est une corona, formation géologique en forme de couronne, située sur la planète Vénus par -48,7° S et 85° E. Elle est localisée dans le quadrangle d'Aino Planitia. Elle a été nommée en référence à Makh, déesse Assyro-Babylonienne de la fécondité. 

## Géographie et géologie
Makh Corona couvre une surface circulaire d'environ 200 km de diamètre. 